# 秦安 (籃球運動員)
秦安（韓語：진안，1996年3月23日—），韓國女子籃球運動員，綽號台灣，原名許筱彤，出生於台灣。秦安就讀台灣滬江高中時，已是學生籃球員，期間因無法在台灣HBL高中籃球聯賽出場，轉而赴韓國水原女高延續籃球生涯，並為了在當地打球而歸化、改名。高中畢業後，投入2015-2016年韓國女子籃球聯賽選秀，由KDB生命以首輪第二順位選進。

## 球員生涯

### 學生時期
秦安，原名許筱彤，出生於台灣。秦安直到高二前都生活在台灣，國中時就是女子籃球員，曾入選中華台北U16女子籃球代表隊備戰2011年亞洲U16青年女子籃球錦標賽的大名單。
高一時秦安就讀於滬江高中，由於個人因素轉學至普門高中，根據台灣HBL高中籃球聯賽的規定，轉學將會處以兩年禁賽的球監，日後她將難以在高中賽事出賽，所以秦安透過普門高中的韓國籍教練李亨淑牽線下，前往韓國並於水原女高延續籃球生涯，同時為了在韓國發展而入籍，也將許筱彤這個名字改為秦安。高三時她在韓國高中聯賽出賽，繳出平均18.3分、12.3籃板的雙10數據，也入選了韓國U19國家女子籃球隊。

### 職業時期
高中畢業後，秦安投入2015-2016年韓國女子籃球聯賽選秀（WKBL），由KDB生命在首輪第二順位選中，成為該屆選秀榜眼。秦安進入到職業賽場的首個賽季，在WKBL打了四場比賽，其餘時間在未來聯賽（即二軍聯賽）出賽，秦安幫助球隊在未來聯賽二連霸，也獲得了2015-2016年及2016-2017年球季未來聯賽的MVP。
秦安在二軍有所發揮後，自2018-2019年WKBL賽季逐漸成為一軍主力，該賽季她一共出賽33場例行賽，平均上場18分17秒，場均繳出8.6分、4.8籃板及0.8助攻 ，並因2019年女籃亞洲杯韓國隊原先徵召的隊員出現傷病問題，替補入選。到了2019-2020賽季，秦安一共出賽23場例行賽，平均上場26分29秒，場均繳出9.2分、5.3籃板及1.2助攻。
2020-2021年WKBL賽季，該賽季WKBL廢除了2012-2013年以來的洋將制度，開季前便有媒體看好包括秦安在內的高大球員能有所作為，而秦安該賽季為BNK出賽30場例行賽，平均上場36分5秒，場均繳出16.67分及9.93籃板，球隊戰績則以5勝25敗墊底作收，並且該隊在例行賽最後一場比賽以29分創下了WKBL最低得分紀錄。此外，在2021年秦安頂替了韓國女籃的傷兵，代表韓國角逐因COVID-19延期的2020年夏季奧林匹克運動會女子籃球比賽，該屆比賽韓國以三連敗收場，韓國媒體體育首爾認為主力球員表現了良好的競爭力，秦安在內的年輕球員則累積了經驗。

## 個人生活
秦安因為出身台灣，在釜山BNK SUM隊內的綽號便叫作「台灣」。

## 外部連結
- 秦安在fiba.basketball（英语）
- 秦安在Basketball-Reference.com（國際）（英语）
- 秦安在Eurobasket.com（球員）（英语）
- 秦安在Olympedia（英语）